# Capulidae
Capulidae zijn een familie van weekdieren uit de klasse van de Gastropoda (slakken).

## Geslachten
- Ariadnaria Habe, 1961
- Capulus Montfort, 1810
- Cerithioderma Conrad, 1860
- Ciliatotropis Golikov, 1986
- Discotrichoconcha Powell, 1951
- Hyalorisia Dall, 1889
- Icuncula Iredale, 1924
- Lippistes Montfort, 1810
- Neoiphinoe Habe, 1978
- Separatista Gray, 1847
- Sirius Hedley, 1900
- Torellia Jeffreys, 1867
- Trichamathina Habe, 1962
- Trichosirius Finlay, 1926
- Trichotropis Broderip & G. B. Sowerby I, 1829
- Turritropis Habe, 1961
- Verticosta S.-I Huang & M.-H. Lin, 2020
- Zelippistes Finlay, 1926